# フィリップ・オベール・ド・ガスペ
フィリップ・オベール・ド・ガスペ（フィリップ＝ジョゼフ・ド・ガスペ、Philippe-Joseph Aubert de Gaspé、1786年10月30日〜1871年1月29日) は、フランス系カナダ人の作家、法律家。
19世紀中葉の民族主義の高まりのなかで76歳にして、イギリスによる征服 (1760) の時代を扱った歴史小説『往時のカナダ人』を書き、有名になる。フランス系カナダ文学の最初の重要な作家と言われる。

## 生涯
1786年、ピエール＝イグナス・オーベール・ド・ガスぺ候と、シャルル＝フランソワ・タリュー・ド・ラノディエール候の娘カトリーヌ・タリュー・ド・ラノディエールの子としてケベック・シティに生まれる。オーベール・ド・ガスぺ家は、1693年にルイ14世によって貴族に列せられた名家。フィリップ＝ジョセフの祖父イグナス＝フィリップ・オベール・ド・ガスぺは、ルイ＝ジョセフ・ド・モンカルムの下でカリヨン（タイコンデロガ）で戦った。その後、ジョセフはセント・ローレンス川沿いにある一族の地所を相続した。

## 参考資料
- この記事にはパブリックドメインである次の百科事典本文を含む: Lionel Lindsay (1913). "Philippe-Aubert de Gaspe". In Herbermann, Charles (ed.). Catholic Encyclopedia. New York: Robert Appleton Company.